# Aleksiej Simakow
Aleksiej Olegowicz Simakow (ros. Алексей Олегович Симаков; ur. 7 kwietnia 1979 w Swierdłowsku) – rosyjski hokeista, reprezentant Rosji, trener.

## Kariera zawodnicza
- Dinamo-Eniergija Jekaterynburg (1997-2002)
- Nieftiechimik Niżniekamsk (2002-2006)
- Ak Bars Kazań (2005)
- CSKA Moskwa (2006-2008)
- SKA Sankt Petersburg (2008)
- Mietałłurg Magnitogorsk (2008-2009)
- CSKA Moskwa (2009)
- Awtomobilist Jekaterynburg (2009-2010)
- Nieftiechimik Niżniekamsk (2010-2012)
- Jugra Chanty-Mansyjsk (2012)
- Awtomobilist Jekaterynburg (2012-2018)
- Gyergyói HK (2018)
- Sokoł Krasnojarsk (2018-2019)

Wychowanek Junosta Jekaterynburg. W lipcu 2012 został zawodnikiem Awtomobilista Jekaterynburg w rodzinnym mieście. W maju 2012 przedłużył kontrakt z klubem o jeden rok. Od połowy 2013 związany rocznym kontraktem. W kwietniu 2014 przedłużył umowę o dwa lata. W kwietniu 2018 odszedł z tego klubu. Od sierpnia do października 2018 był hokeistą rumuńskiego klubu Gyergyói HK. Później sezon 2018/2019 dokończył w Sokole Krasnojarsk.
W barwach reprezentacji Rosji brał udział m.in. w turniejach z cyklu Euro Hockey Tour (2005-2008).

## Kariera trenerska
W maju 2019 ogłoszono, że zakończył karierę zawodniczą i został mianowany asystentem głównego trenera w zespole farmerskim Awtomobilistu, Gorniaku Uczały. W maju 2022 został głównym trenerem drużyny juniorskiej Awto Jekaterynburg.

## Sukcesy
Klubowe
- Awans do Superligi: 1999 z Dinamo-Eniergija
- Pierwsze miejsce w Dywizji Tarasowa w sezonie regularnym KHL: 2009 z CSKA Moskwa
- Finalista Pucharu Wiktorii: 2008 z Mietałłurgiem Magnitogorsk